# Comté de McLennan
Pour les articles homonymes, voir McLennan.
Le comté de McLennan, en anglais : McLennan County, est un comté situé dans le centre-est de l'État du Texas aux États-Unis. Fondé le 22 janvier 1850, son siège de comté est la ville de Waco. Selon le recensement des États-Unis de 2020, sa population est de 263 115 habitants. Le comté a une superficie de 2 746 km2, dont 2 698 km2 en surfaces terrestres.
Le comté de McLenann a été fondé en 1850 par la législature de l'état du Texas en subdivision du comté de Milam, et porte le nom d'un ancien Neil McLennan. Le siège du comté, Waco, était à l'origine un poste avancé du corps des éclaireurs texans, les Texas Rangers. Ce poste a été fondé par George Erath et était appelé en 1850 « Waco Village ».
Deux figures remémorées dans le comté sont Doris Miller, le premier Noir Américain à qui ait été attribuée la distinction militaire de la Navy Cross, pour son héroïsme à Pearl Harbor, et le colonel James T. Connally.

## Organisation du comté
Le comté est fondé le 22 janvier 1850, à partir des terres des comtés de Limestone, Milam et Navarro. Il est définitivement organisé et rendu autonome, le 5 août 1850.

## Comtés adjacents
| Comté de Bosque  | Comté de Hill     |                    |
|                  | comté de McLennan | Comté de Limestone |
| Comté de Coryell | Comté de Bell     | Comté de Falls     |

## Démographie
Lors du recensement de 2010, le comté comptait une population de 234 906 habitants. Elle est estimée, en 2018, à 254 607 habitants.

Pyramide des âges du comté de McLennan (Texas) (2000).